# 原清 (海軍軍人)
原 清（はら きよし、1889年〈明治22年〉5月2日 - 1976年〈昭和41年〉8月26日）は、日本の海軍軍人。逓信省海務院長官。海兵38期首席。最終階級は海軍中将。

## 経歴
教員、原権市の長男として佐賀県で生れる。唐津中学校を経て、1910年7月、海軍兵学校（38期）を首席で卒業し、同年12月に海軍少尉任官。海軍大学校で乙種学生、次いで航海術専修学生として学び、専修学生は優等で卒業した。運送艦「労山」航海長、練習艦隊参謀、第1艦隊参謀、海兵教官を経て、1923年10月、海大甲種21期を卒業した。
「夕張」航海長、呉軍需部員、アメリカ駐在、資源局事務官、給炭艦「野島」特務艦長、海軍省軍務局第2課長、「磐手」艦長、艦政本部総務部第1課長などを経て、1936年12月、海軍少将に進級。佐世保工廠造兵部長、企画院交通部長、同第6部長、佐世保工廠長を歴任し、1940年11月、海軍中将に進級した。
1941年12月、逓信省海務院長官となり、さらに第2遣支艦隊司令長官を勤め、軍令部出仕を経て、1943年9月、予備役に編入された。
1947年（昭和22年）11月28日、公職追放仮指定を受けた。

## 親族
- 妻: 原ノブ（小田喜代蔵海軍少将の娘）